# Köhlgartenwiese
Die Köhlgartenwiese ist ein etwa 11 km langer, südwärts laufender Fluss des Schwarzwaldes im Gebiet der Gemeinde Kleines Wiesental im Landkreis Lörrach im Südwesten von Baden-Württemberg. Beim Dorf Tegernau der Gemeinde mündet sie von rechts in die auch Belchenwiese genannte Kleine Wiese.

## Geographie

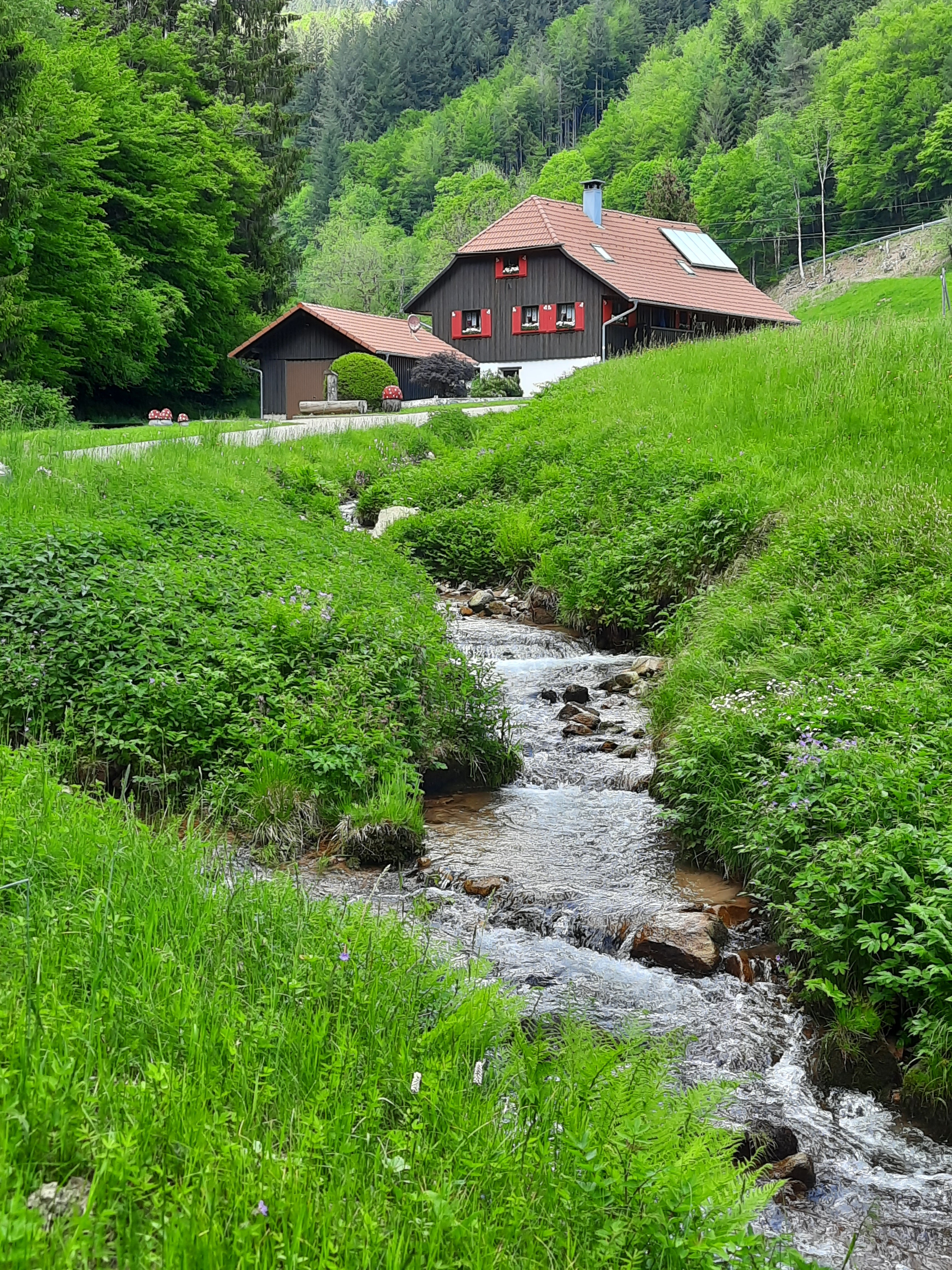
Der Kühlenbronner Bach und das Fischenberger Bächle (vorn links) bilden die Köhlgartenwiese.

### Verlauf
Die Köhlgartenwiese entsteht aus zwei Quellbächen. Der Kühlenbronner Bach entspringt am Südhang des 1224 Meter hohen Berges Köhlgarten auf der Gemarkung von Wies-Kühlenbronn auf einer Höhe von ca. 1110 Metern. In Wies-Sägmatt vereinigt sich der Kühlenbronner Bach mit dem um ein Drittel wasserreicheren Fischenberger Bächle. Auch wenn dies somit der Hauptquellbach ist, wird der etwas längere Kühlenbronner Bach bei der LUBW dem Fließweg der hier namentlich beginnenden Köhlgartenwiese zugeordnet.  In der Nähe der Einmündung befindet sich der Waldparkplatz Sägmatt. 
Die Köhlgartenwiese ist der größte Nebenfluss der Kleinen Wiese, die an der Mündung nur um gut die Hälfte mehr Wasser führt. Sie durchfließt ausschließlich das Gebiet der Gemeinde Kleines Wiesental, vorwiegend  auf den Gemarkungen des Ortsteils Wies, die Mündung liegt jedoch auf der Gemarkung des zentralen Ortsteils Tegernau. Ab dem Kernort Wies folgt die Landesstraße 140 dem Flusslauf. Im unteren Teil wird der Fluss oberhalb von Tegernau zu einem etwa 1,0 ha großen See gestaut und passiert dann den Steinbruch Tegernau. Kurz vor dem Stausee mündet der Heißbach in die Köhlgartenwiese. Dort liegt auch ein Wanderparkplatz, der als Ausgangspunkt für die Begehung der Heißbachschlucht dienen kann.
In der Ortsmitte von Tegernau unterquert die Kohlgartenwiese zuletzt noch die Landesstraße 139 und mündet dann in die Kleine Wiese.

### Einzugsgebiet
Das Einzugsgebiet der Köhlgartenwiese ist 30,0 km² groß und liegt naturräumlich im Südschwarzwald. Der höchste Punkt liegt an der Nordostecke auf dem Rossboden und erreicht etwa 1230 m ü. NHN. Der gesamte Lauf und fast das gesamte Einzugsgebiet, hierbei ausgenommen nur kleine Randzwickel auf den Höhen der westlichen Wasserscheide in Nachbargemeinden desselben Kreises, liegen im Gebiet der Gemeinde Kleines Wiesental des Landkreises Lörrach, im Norden und der Mitte in der Teilgemarkung Wies, im Süden in der Teilgemarkung Tegernau.
Reihum grenzen die Einzugsgebiete der folgenden Nachbargewässer an:
- Im Norden fließt jenseits von Raukopf und Kohlgarten der Klemmbach westwärts zum Oberrhein;
- im Osten fließt die Kleine Wiese südwärts, die dann die Köhlgartenwiese aufnimmt;
- im Südwesten folgt das Einzugsgebiet des ersten großen rechten Zuflusses Steinenbach der Wiese nach der Kleinen Wiese selbst;
- die Kander jenseits der westlichen Wasserscheide fließt wieder direkt in den Oberrhein.

### Zuflüsse
Folgende Fließgewässer münden in die Köhlgartenwiese und ihre Zuflüsse (je mit Zuflussseite, DGKZ, Länge und allenfalls Einzugsgebiet:)
- Köhlgartenwiese oberhalb Fischenberger Bächle (Quellgebiet) = Kühlenbronner Bach (23262-1[9] 3,6 km, 3,521 km²; auf der Karte der LUBW Kühlbrunner Bach)
  - (r) Fischenberger Bächle (23262-2; 3,348 km, 5,149 km²)
    - (r) Weiherbrückenbächle (23262-22; 0,862 km)
      - (r) Katzengraben (23262-222; 0,596 km,)

    - (l) NN-QU9 (23262-24; 0,753 km)
    - (r) NN-HW2 (23262-26; 1,215 km)
    - (r) Fischgraben (23262-28; 0,994 km)
    - (r) Vohbach (23262-292; 0,828 km)

  - (l) Esselbrunnengraben[10] (23262-32; 0,785 km)
  - (l) Brunnbächle (23262-34; 1,212 km)
- Köhlgartenwiese unterhalb Fischenberger Bächle und oberhalb Kneblezbächle (23262-3; 2,4 km, 3,714 km²)
  - (r) Kneblezbächle (23262-4; 3,465 km, 4,432 km²)
    - (l) NN-LG8 (23262-42; 1,011 km)
    - (r) Zugenbach (23262-44; 1,33 km)
- Köhlgartenwiese unterhalb Kneblezbächle und oberhalb Wambach (23262-5; 0,8 km, 0,416 km²)
  - (r) Wambach (23262-6; 2,704 km, 3,445 km²)
  - (l) NN-SY7 (23262-72; 1,55 km)
  - (l) NN-DT1 (23262-74; 0,986 km)
  - (r) NN-EQ1 (23262-76; 0,113 km)
- Köhlgartenwiese unterhalb Wambach und oberhalb Schwanderbach (23262-7; 3,2 km, 6,358 km²)
  - (l) Schwanderbach (23262-8; 2,154 km, 1,311 km²)
- Köhlgartenwiese unterhalb Schwanderbach (Mündungsgebiet) (23262-9[11] 1 km, 1,567 km²)

## Energieerzeugung
Nach dem Ersten Weltkrieg wünschten die Bewohner des Kleinen Wiesentals und der Gemeinden Malsburg, Marzell und Endenburg eine Stromversorgung, die sie aber von den großen Stromunternehmen aus Kostengründen nicht erhielten. 1919 gründeten sie daher einen Bezirksverband Kraftwerk Köhlgartenwiese, der den Bau eines Flusskraftwerks an der Köhlgartenwiese betrieb. Schon Ende 1920 konnten die angeschlossenen Gemeinden Strom aus diesem Kraftwerk beziehen.
1945 konnte der Bürgermeister von Wies die von der Wehrmacht vorgesehene Sprengung der Staumauer und des Kraftwerks verhindern. 1954 wurde ein Verbund mit dem Kraftwerk Rheinfelden hergestellt. 

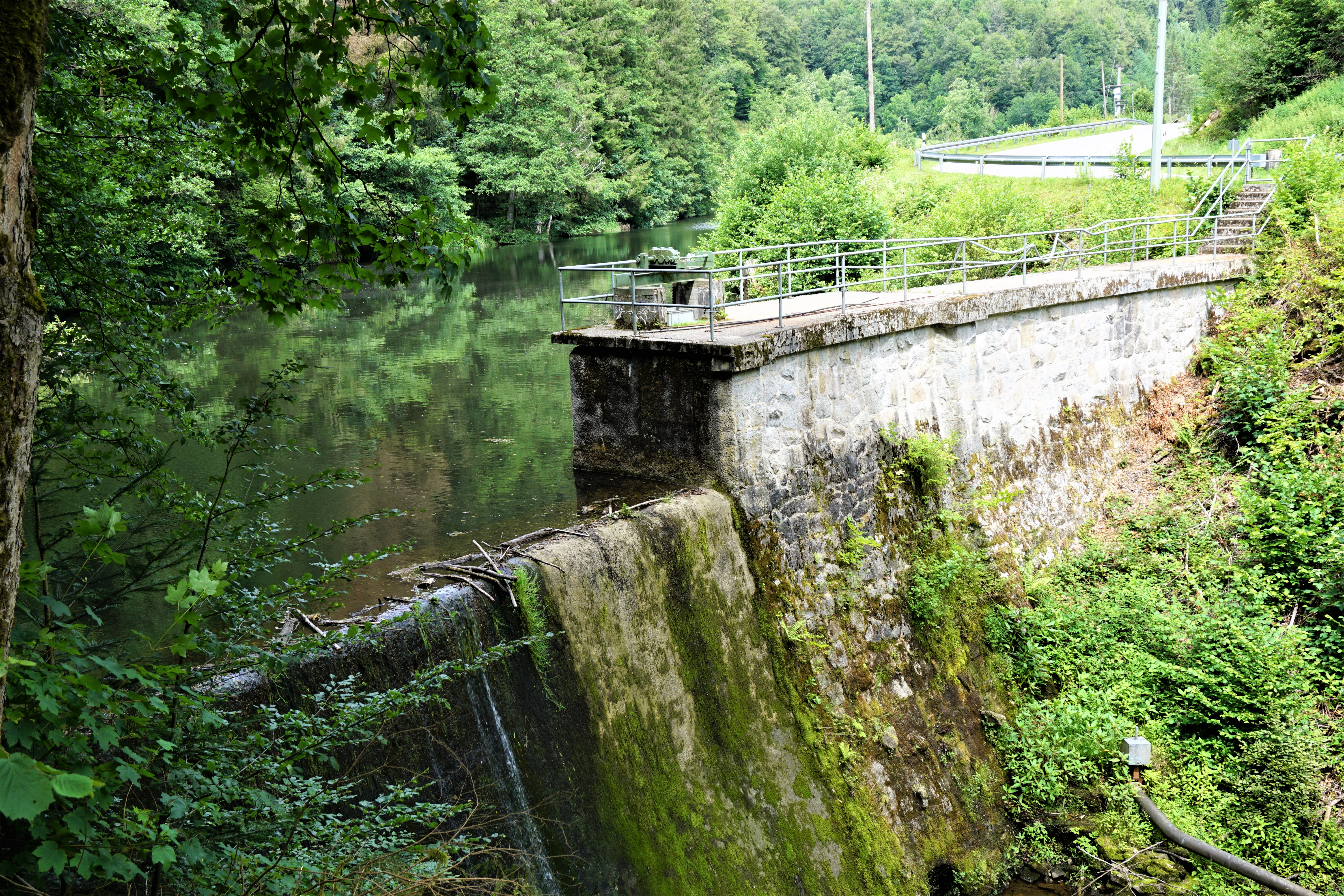
Wehr des Köhlgartenwiese-Stausees

Das Energiewirtschaftsgesetz von 1998 veranlasste den Bezirksverband, sich nach einem starken professionellen Partner umzusehen. 2014 wurde die Kraftwerke Köhlgartenwiese GmbH gegründet, an der der Bezirksverband 70 % der Anteile hält und die Elektrizitätswerke Schönau die restlichen Anteile.
Träger des Bezirksverbandes sind die Gemeinden Kleines Wiesental (für die Ortsteile, Elbenschwand, Raich, Sallneck, Tegernau, Wies und Wieslet), Malsburg-Marzell (für den Ortsteil Marzell) und Steinen (für den Ortsteil Endenburg mit Kirchhausen und Lehnacker). Etwa 650 Haushalte werden mit Strom versorgt.
Die Staumauer ist 10 Meter hoch, die Stauhöhe erreicht 8 Meter, das Fassungsvermögen ca. 65 000 Kubikmeter und die Oberfläche bis fast 1 Hektar.
Beim Kraftwerk handelt es sich um ein Ausleitungskraftwerk mit einer installierten Leistung von 270 kW. Durch eine etwa 500 Meter langen Druckleitung (Durchmesser 1 Meter) wird das Wasser vom Stausee zum Kraftwerk geführt, wo es mit einer Fallhöhe von 36,5 Meter die Turbinen antreibt und im Jahr etwa 1,3 Millionen Kilowattstunden erzeugt.